# Ctenichneumon victoriae
Ctenichneumon victoriae är en stekelart som beskrevs av Heinrich 1965. Ctenichneumon victoriae ingår i släktet Ctenichneumon och familjen brokparasitsteklar. Inga underarter finns listade i Catalogue of Life.